# کلم‌برگ چینی
کلم‌برگ چینی که با نام‌های دیگری مانند بوک‌چوی، پاک‌چوی و پوک‌چوی نیز شناخته می‌شوند نوعی کلم چینی است. انواع چینی این کلم‌برگ دارای سر یا کله قابل تشخیص نیستند و در عوض برگ‌های سبز با ته‌پیازهای روشن‌تر دارند که شکل خردل چینی را به یاد می‌آورد. انواع چینی این کلم‌برگ در جنوب چین و جنوب شرقی آسیا محبوب و پرطرفدار هستند. این گیاهان مقاومت زمستانی بالایی دارند و در شمال اروپا در حال محبوبیت افزاینده‌ای می‌باشند. این گروه در حال حاضر به عنوان زیرگونه ای از کلم راپا در نظر گرفته می‌شود و توسط کارل لینه به عنوان گونه خاص خود با نام Brassica chinensis طبقه‌بندی شد. آنها عضو خانواده شب‌بویان هستند که معمولاً با نام خردلیان خانواده کلم نیز شناخته می‌شوند.

## آلبوم عکس

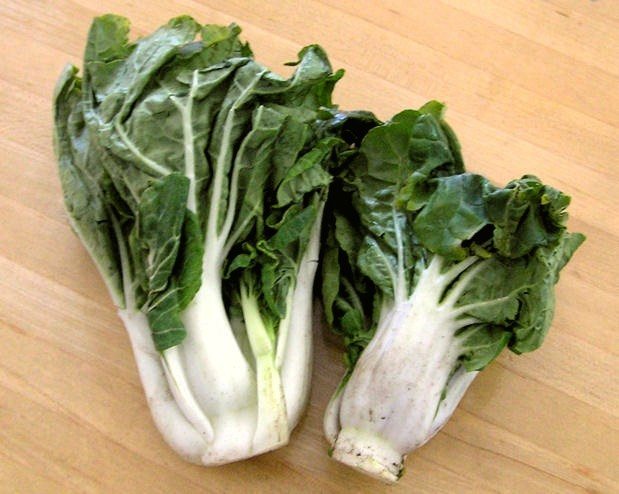
کلم‌برگ چینی سفید
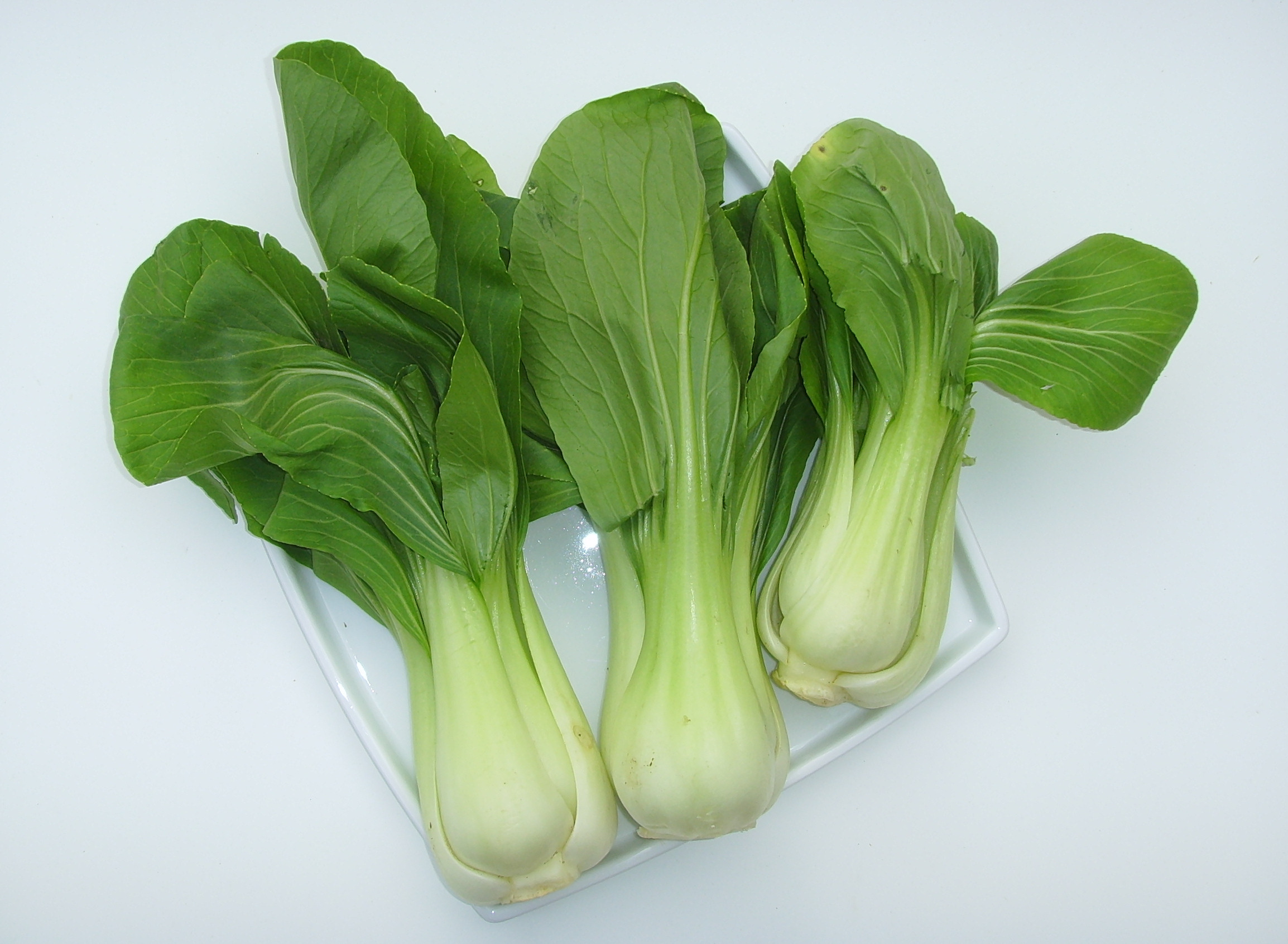
کلم‌برگ چینی از شانگهای
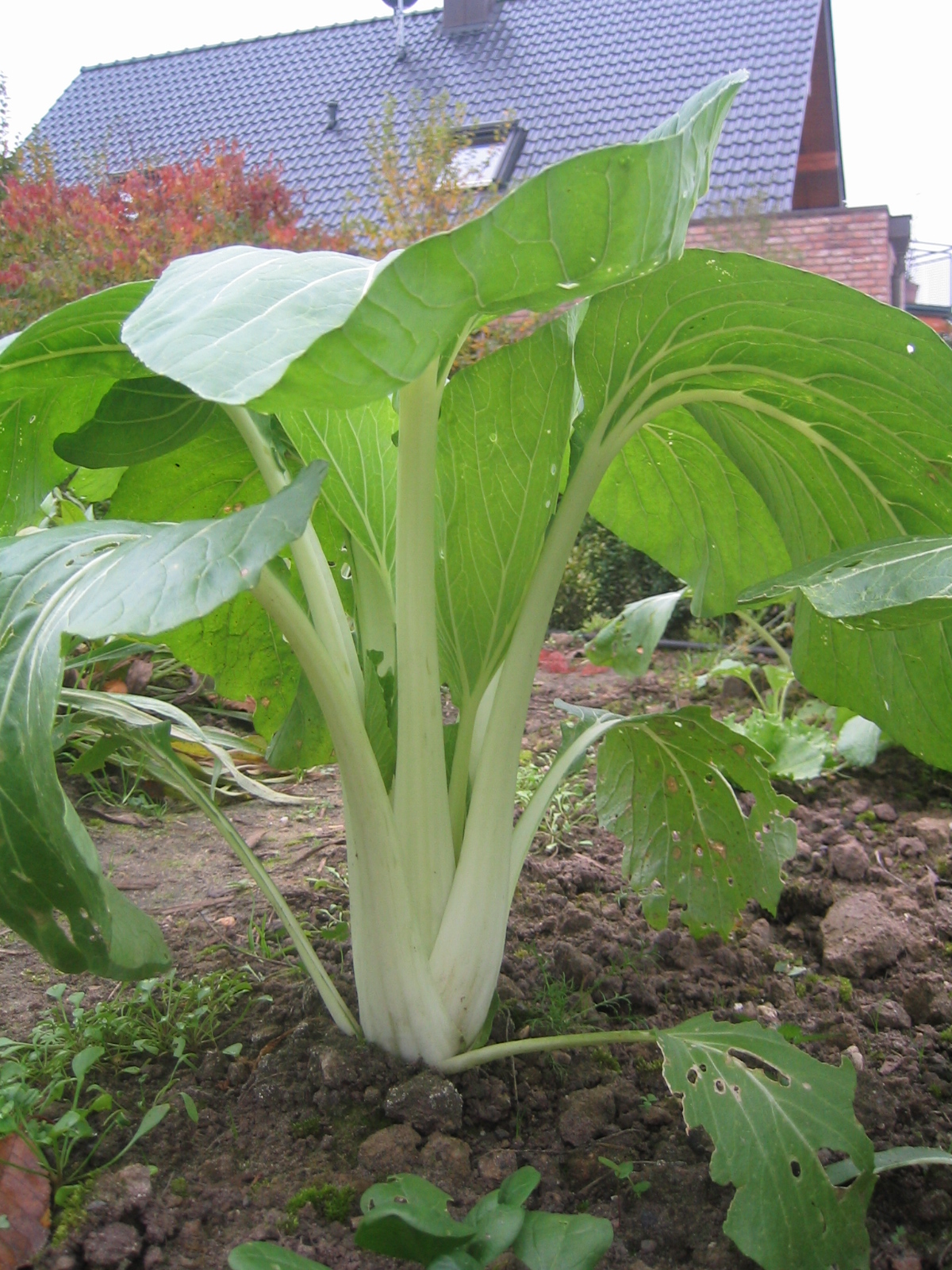
B. rapa chinensis
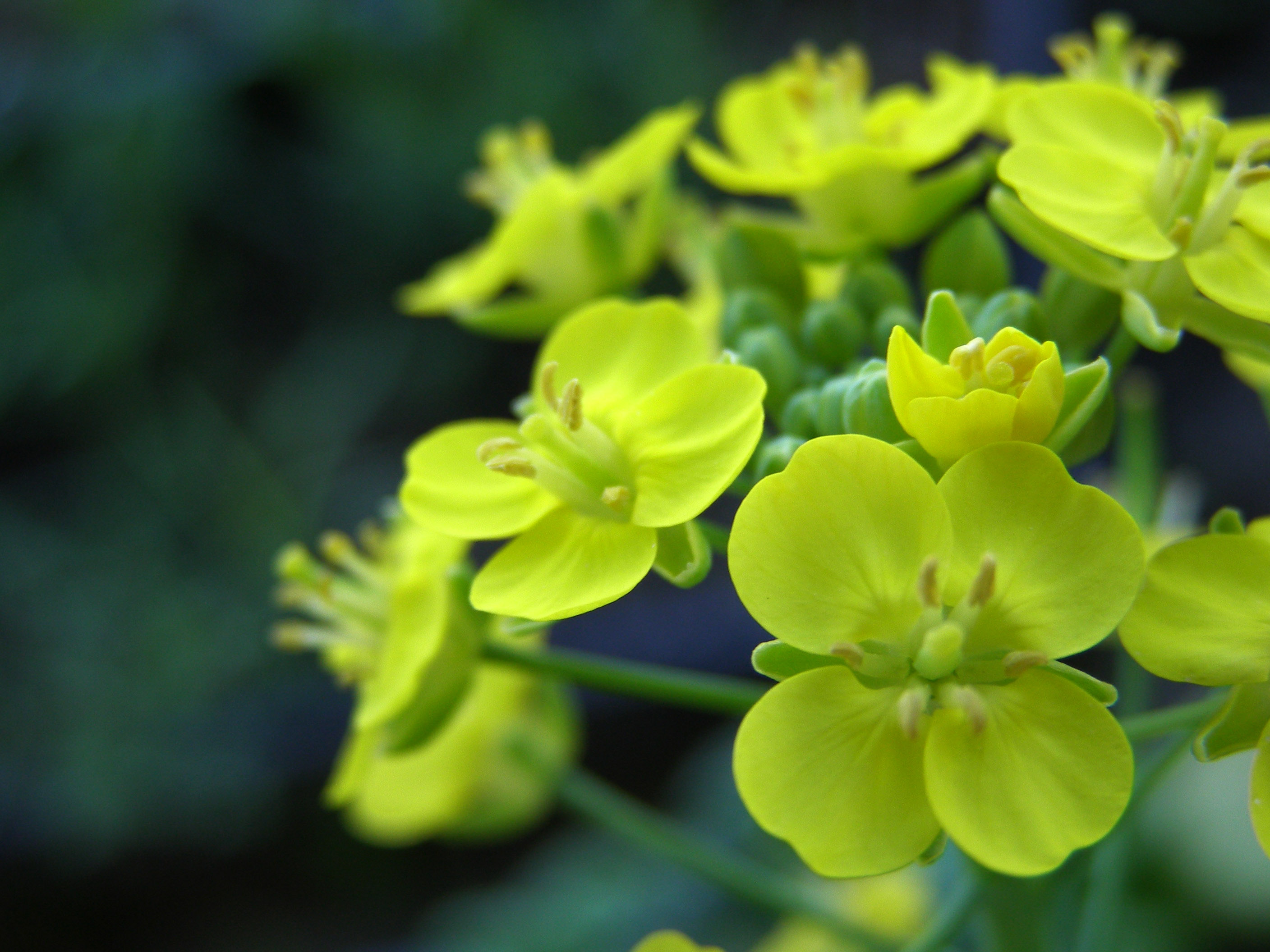
B. rapa chinensis دارای گلهای زرد است